# Justicia leikipiensis
Justicia leikipiensis är en akantusväxtart som beskrevs av Spencer Le Marchant Moore. Justicia leikipiensis ingår i släktet Justicia och familjen akantusväxter. Inga underarter finns listade i Catalogue of Life.